# Methyl propionat
Methyl propionat là một hợp chất hóa học có công thức là C4H8O2 hoặc C2H5COOCH3 với mật độ là 910 kg/m³, khối lượng phân tử là 88,106 g/mol, nhiệt độ sôi là 80 °C và nhiệt độ nóng chảy là -88 °C. Nó thuộc về họ este acid carboxylic. Đây là các dẫn xuất acid carboxylic, trong đó nguyên tử carbon từ nhóm carbonyl được gắn với một phần alkyl hoặc oaryl qua một nguyên tử oxy (tạo thành một nhóm este).

## Tính chất
Methyl propionat là một chất lỏng trong suốt với mùi trái cây và mùi thơm của rum, mật độ bằng với nước, hơi của nó nặng hơn không khí.
Nó có tính chất khá ổn định, rất dễ cháy, không tương thích với các tác nhân oxy hóa mạnh, acid, base, dễ tạo thành các hỗn hợp nổ với không khí, hòa tan trong rượu, dipropylene glycol nhưng không tan trong nước.
Methyl propionat phản ứng với acid để giải phóng nhiệt cùng với cồn và acid. Các acid oxy hóa mạnh có thể gây ra một phản ứng đủ mạnh để tỏa nhiệt các sản phẩm có trong phản ứng, hydro dễ cháy được tạo ra bằng kim loại kiềm và hydride.

## Điều chế
Methyl propanoat có thể được tạo thành bằng cách este hóa acid propionic với methanol. Trong lĩnh vực công nghiệp, nó được tạo ra bởi phản ứng của ethylene với carbon monoxide và methanol: 
C2H4  +  CO  +  MeOH   →   MeO2CCH2CH3
Phản ứng này có chất xúc tác là phức hợp niken carbonyl và palladium.

## Ứng dụng
Methyl propionat được sử dụng là một dung môi cho cellulose nitrate và lacquers, và là nguyên liệu thô để sản xuất sơn, vecni và các hóa chất khác như methyl methacrylate:
MeO2CCH2CH3  +  CH2O   →   MeO2CCH(CH2OH)CH3
MeO2CCH(CH2OH)CH3  → MeO2CC(=CH2)CH3
Do có hương vị trái cây, nó cũng được sử dụng trong công nghiệp chế tạo hương thơm và hương liệu.

## Ảnh hưởng
Methyl propionat có hại cho sức khỏe, có thể gây độc nếu hít phải hoặc hấp thu qua da. Hít phải nó hay tiếp xúc với chất liệu có thể gây kích ứng mắt hoặc cháy da. Hít phải hơi có thể gây chóng mặt hoặc nghẹt thở.
Nguy cơ hỏa hoạn rất cao: Sẽ dễ dàng bốc cháy bằng lửa, tia lửa hay ngọn lửa. Hơi có thể tạo thành hỗn hợp nổ với không khí. Hơi có thể đi đến nguồn đánh lửa và gây ra hỏa hoạn. Chúng sẽ lan dọc theo mặt đất và gây cháy ở các khu vực thấp hoặc hạn chế (cống rãnh, tầng hầm, bể chứa). Khí nổ rất nguy hiểm khi ở trong nhà, ngoài trời hoặc trong hệ thống cống rãnh.Thùng chứa Methyl propionat có thể phát nổ khi bị nóng lên.